# Crkva Svetog Jovana Krstitelja u Baljcima
Crkva Svetog Jovana Krstitelja u Baljcima je grobljanska crkva srpske pravoslavne crkve na mesnom groblju u selu Baljci u Eparhiji Dalmatinskoj u Republici Hrvatskoj. Nakon progona Srba u zločinačkom aktu Hrvatske zvanom „Oluja”, crkva je ne samo porušena, več je ostala bez vernika, jer su u 21. veku Baljevci postali jedno od retkih sela u Šibensko-kninskoj županiji koje u popisu stanovništva iz 2001. nije imalo ni jednog stanovnika. Crkva je po završetku rata na tlu Hrvatske faksimilski obnovljena 2006. godine.

## Položaj
Crkva Svetog Jovana Krstitelja se nalazi na mesnom groblju u selu Baljc, na padinama Svilaje uz Petrovo polje. Crkva i selo se administrativno nalazi u opštini Ružić, u Šibensko-kninskoj županiji.

## Titular
Titular crkve je Sveti Jovan Krstitelj. Možda se i naziv crkve nije menjao, od njenog nastanka, jer je crkva oduvek bila posvećena Svetom Ivanu Krstitelju, kako su crkvu nazivali neki od ranijih stanovnika Baljaka.

## Istorija
Crkva je prema podacima Eparhije dalmatinke sazidana 1730. godine. Međutim ima podataka da je najverovatnije sagrađena i mnogo ranije, na šta upućuje crkveni brod sa prozorima oblikovanim u gotičkom stilu, i potkovičasta apsida sa zanimljivom tranzenom u obliku krsta, koja upućuje na mnogo starije poreklo crkve.
Da je crkva sazidan na ostacima ranije postoječe antičke građevine, svedoče i pronađeni arheološki ostaci (osnove nekoliko antičkih stubova i jedan veći fragment jednog stuba). Ovo ostaci otkopani su na prostoru crkve i okolnom groblju. Na groblju su često pri kopanju grobova nalaženi brojni ostatci rimske keramike (koji se i danas ponegde mogu uočiti).
Na osnovu brojnih dokaza smatra se da je Crkva Svetog Jovana Krstitelja građena na ostatcima rimske građevine, možda i sakralne - prvobitne predromanijske crkve koja je u kasnijim periodima obnove i doradnje pretvorena u gotičku crkvu. Da bi potom, verovatno nakon odlaska Osmanlija, bila pretvorena u pravoslavnu crkvu.
Crkva je bila potpuno srušena nakon zločinačkog poduhvata Hrvata, Oluje, 90-tih godina 20. veka, baš kao i sve kuće u selu Baljci koje je u popisu iz 1991. imalo oko 500 stanovnika.
Crkva je po završetku rata na tlu Hrvatske faksimilski obnovljena 2006. godine, izuzev krovnog pokrivača apside, koji iz nepoznatih razloga nije kao pre rušenja pokriven crepom, već je krov zamenjen postavljenim limom. Danas ova lepo obnovljena crkva u napuštenom selu i na polusrušenom crkvenom (seoskom) groblju, onako nova deluje pomalo avetinjski.

## Literatura
- Milošević, A.: Nove akvizicije Muzeja hrvatskih arheoloških spomenika od 1995. do 2000. godine, Starohrvatska prosvjeta III. (2002), 27., str. 311-332
- Marasoviü, T.: Prilog morfološkoj klasifikaciji ranosrednjovjekovne arhitekture u Dalmaciji, U: Prilozi istraživanju starohrvatske arhitekture, JAZU i Arhitektonski fakultet Sveuþilišta u Zagrebu, Split, 1978.

## Spoljašnje veze
- Crkva Svetog Jovana Krstitelja u Baljcima — slika obnovljene crkve iz 2006.